# Ideopsis bosnika
Ideopsis bosnika är en fjärilsart som beskrevs av Talbot 1943. Ideopsis bosnika ingår i släktet Ideopsis och familjen praktfjärilar. Inga underarter finns listade i Catalogue of Life.